# Хорєв Віктор Максимович
Віктор Максимович Хорєв (нар. 12 грудня 1940, Сімферополь) — український інженер-гідротехнік, чиновник у галузі водного господарства.

## Біографія
Народився в місті Сімферополі у Криму. Трудову діяльність розпочав у 1957 році робітником. З 1959 року навчався в Українському інституті інженерів водного господарства (Рівне), який закінчив у 1964 році за фахом інженер-гідротехнік. Після закінчення інституту працював у будівельних та експлуатаційних організаціях Автономної Республіки Крим. У 1985 році призначений на посаду першого заступника міністра меліорації і водного господарства, у 1990 році — міністром водних ресурсів і водного господарства, з 1991 року — головою державного комітету України з водного господарства.
Віктор Максимович бере активну участь у будівництві водогосподарських об'єктів та експлуатації меліоративних систем. Брав безпосередню участь у будівництві й експлуатації першої та другої черги Північно-Кримського каналу, що дозволило вирішити питання подачі води на зрошення 330 тисяч гектарів сільськогосподарських угідь, на яких тепер виробляють половину продукції землеробства та водопостачання міст і сільських населених пунктів Криму.
Під його керівництвом уперше в Україні розроблені та запроваджуються в життя Закон України «Про меліорацію земель» (2000), Концепція розвитку водного господарства України (2000), Водний кодекс України (1995).
Віктор Хорєв був членом державної комісії з питань техногенно-екологічної безпеки та надзвичайних ситуацій. Уповноважений урядом України щодо укладення і здійснення угод з урядами Російської Федерації, Республіки Білорусь, Молдови, Польщі, Румунії, Словаччини, Угорщини з питань водного господарства на прикордонних водах.

## Відзнаки
- Дійсний член Української екологічної академії наук.
- 1970 — Медаль «За доблесну працю в ознаменування 100-річчя з дня народження Володимира Ілліча Леніна».
- 1974 — Медаль «За трудову доблесть».
- 1996 — орден «За заслуги» III ступеня[1].
- 2000 — Почесний громадянин міста Мукачева, в знак вдячності за участь у ліквідації повені 1998 року на Закарпатті.
- 2000 — Почесне звання заслуженого будівельника України[2].

## Джерело
- Пагиря В. В., Федів Є. Т. Творці історії Мукачева. — Ужгород: ТДВ «Патент», 2011. — 120 с. — ISBN 978-617-589-012-7.